# Helicopsyche vazquezae
Helicopsyche vazquezae är en nattsländeart som först beskrevs av Oliver S. Flint Jr. 1986.  Helicopsyche vazquezae ingår i släktet Helicopsyche och familjen Helicopsychidae. Inga underarter finns listade i Catalogue of Life.